# Crocidura harenna
Crocidura harenna је сисар из реда Soricomorpha и фамилије Soricidae.

## Угроженост
Ова врста је крајње угрожена и у великој опасности од изумирања.

## Распрострањење
Ареал врсте је ограничен на једну државу. 
Етиопија је једино познато природно станиште врсте.

## Станиште
Станиште врсте су шуме.